# Nievoldhagen
Nievoldhagen ist eine Wüstung im Hödinger Wald in Sachsen-Anhalt. Die ehemalige Siedlung wurde in Kriegen im 16. Jahrhundert aufgegeben.
Die ehemalige LPG in Eschenrode hatte den Namen LPG Nievoldhagen.

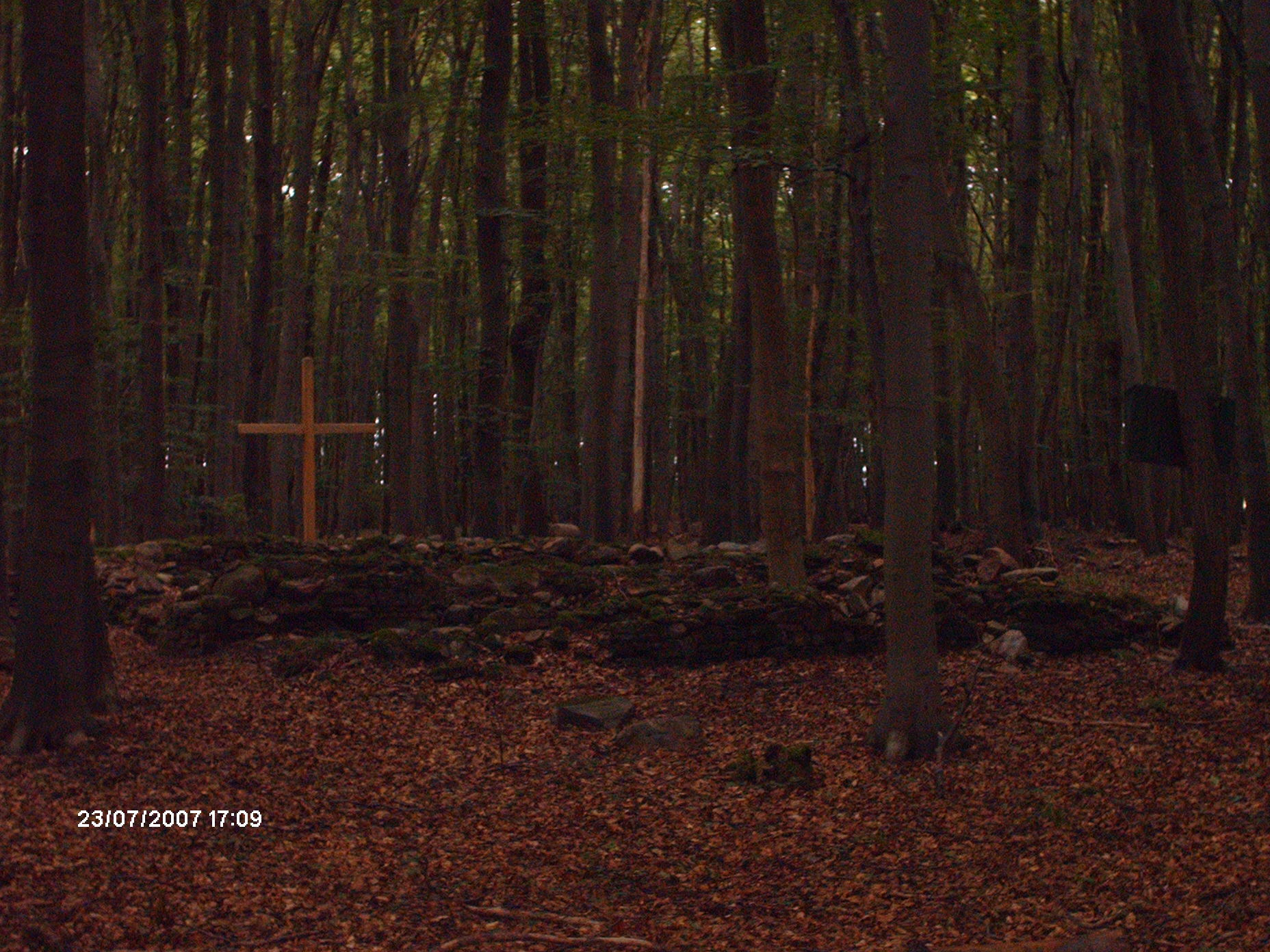
Die heutige Wüstung

## Geographie
Nievoldhagen liegt im Wald zwischen Behnsdorf, Eschenrode, Hödingen und Hörsingen. An der Straße von Behnsdorf nach Hörsingen wurde der Weg zur Wüstung im Jahre 2006 ausgeschildert. Das Gebiet Nievoldhagen liegt in der Gemarkung Hödingen, die politisch zur Stadt Oebisfelde-Weferlingen gehört. 
Ein kleiner Teil des Waldes, in dem die Wüstung liegt, wurde zur Naturwaldzelle bestimmt, das heißt, der Wald ist sich in einem abgegrenzten Raum selbst überlassen, er wird nicht bewirtschaftet.

## Geschichte
Nievoldhagen war einst eine Dorfsiedlung und wurde um 1540 wüst. Der Forstort heißt Niewoldhagen. Er wurde auch Niewoldt oder nur Hagen genannt. Ursprünglich hieß der Wald Nippeltshagen. Die Siedlung wurde durch Krieg zerstört und heute ist nur noch die Grundmauer eines Gebäudes zu erkennen. Die Ruine wurden 1897 freigelegt. Diese stammt von einer Kapelle her, die gleichzeitig das Versammlungshaus der Kalandsbrüderschaft von Eschenrode war, was 1485 urkundlich bezeugt wurde. Die einstige Bedeutung der Ruine wird aber verschieden ausgelegt. 

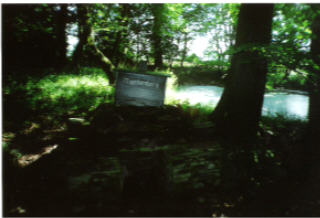
Angerbornspring

Heutzutage werden in Nievoldhagen noch Waldgottesdienste veranstaltet.
Die Bewohner haben damals wahrscheinlich ihr Wasser aus der heute noch vorhandenen, mit Steinen eingefassten Quelle Angerbornspring geholt.

## Nivoldhagensage
Drei Hirten, einer aus Behnsdorf, einer aus Hödingen und einer aus Eschenrode, hüteten in den Kleinen Eichen die Schweine, da die Eichelmast gut war und die Felder und Weiden abgegrast waren. Plötzlich sahen sie in der Suhle etwas blinken, das die Schweine hervorgewühlt hatten. Bei näherer Betrachtung erkannten sie dieses schimmernde Etwas als eine Glocke. Sie wussten, dass diese nur von dem wüsten Ort Niewoldthagen stammen konnte. Nun ergab sich die Frage, was mit ihr werden solle. Alle drei Hirten hatten sie gefunden, keiner von ihnen hatte ein Vorrecht. Sie beschlossen, in ihre Heimatorte zu laufen und ein Fahrzeug zum Abtransport der Glocke zu holen.
Derjenige, der als Erster mit einem Gespann an der Fundstelle eintreffe, sollte die Glocke in sein Heimatdorf bringen können. Die Glocke gelangte nun nach Eschenrode, da der Eschenröder Hirte bereits unterwegs ein Gespann traf, das sofort mit ihm zurückfuhr, um die Glocke zu bergen. Jetzt hängt die fünfzehn Zentner schwere Bronzeglocke aus dem Jahre 1511 im Eschenröder Kirchturm und ruft immer: „Nie – wold, Nie – wold …“

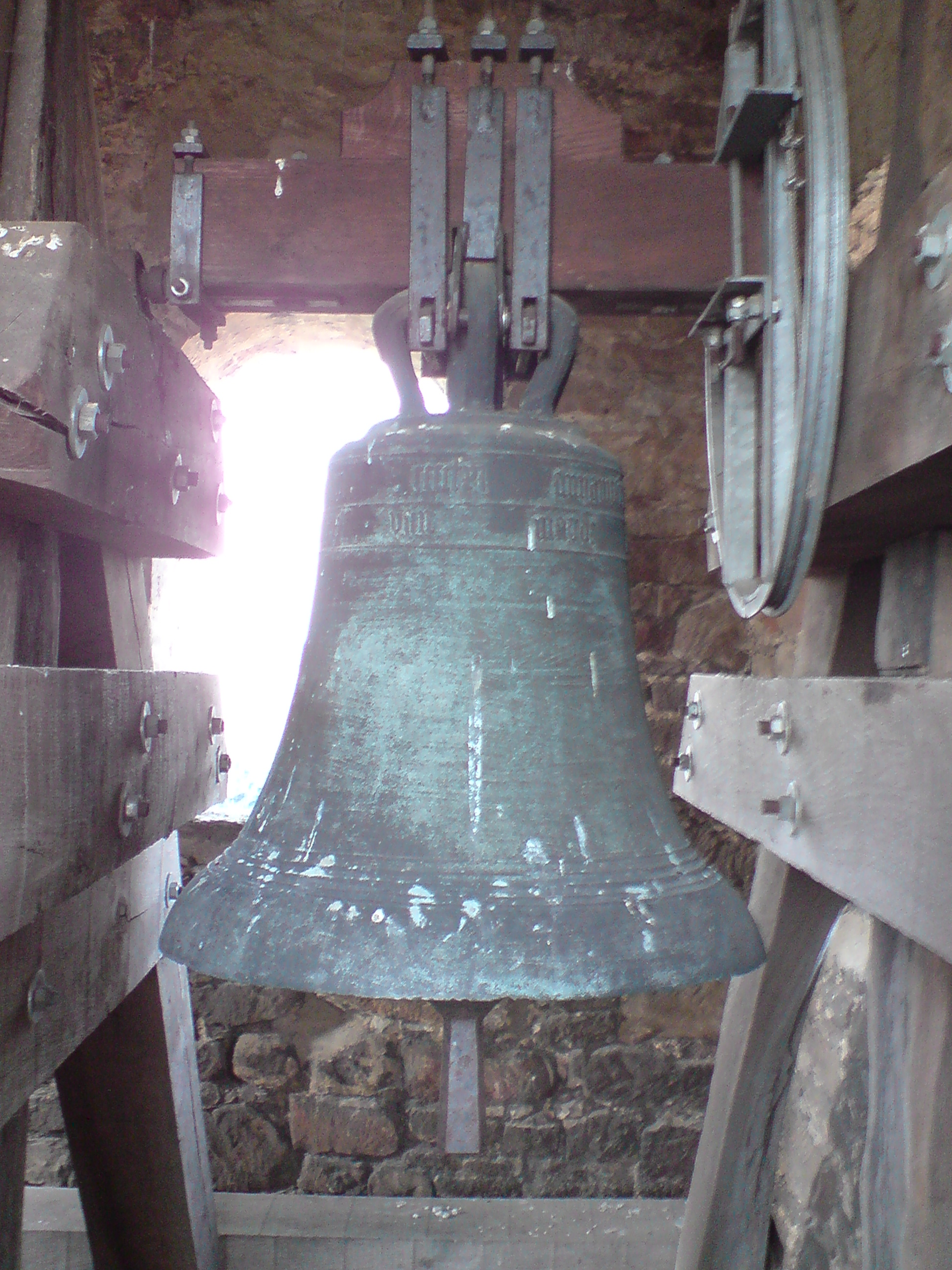
Nievoldhagenglocke

Diese Sage wird unter anderem auch im Eschenröder Heimatlied erwähnt.
Heute hängt die Glocke noch immer im Kirchturm von Eschenrode und erklingt täglich um 18:00 Uhr für wenige Minuten.

## Die Ruine
Die Mauern sind 60 bis 70 cm dick. Der Zugang an der Nordseite ist zu sehen, man fand bei der Freilegung zu beiden Seiten des Eingangs zwei größere Steinpfosten. Der eine ist abgebrochen, der andere hat eine Länge von 1,80 m. Zu erkennen sind noch die Vertiefungen, in denen vielleicht die eisernen Scharniere eingelassen waren. Es wurden ein alter Schlüssel und eine Mariamünze von 1554 außerhalb des Gemäuers gefunden.

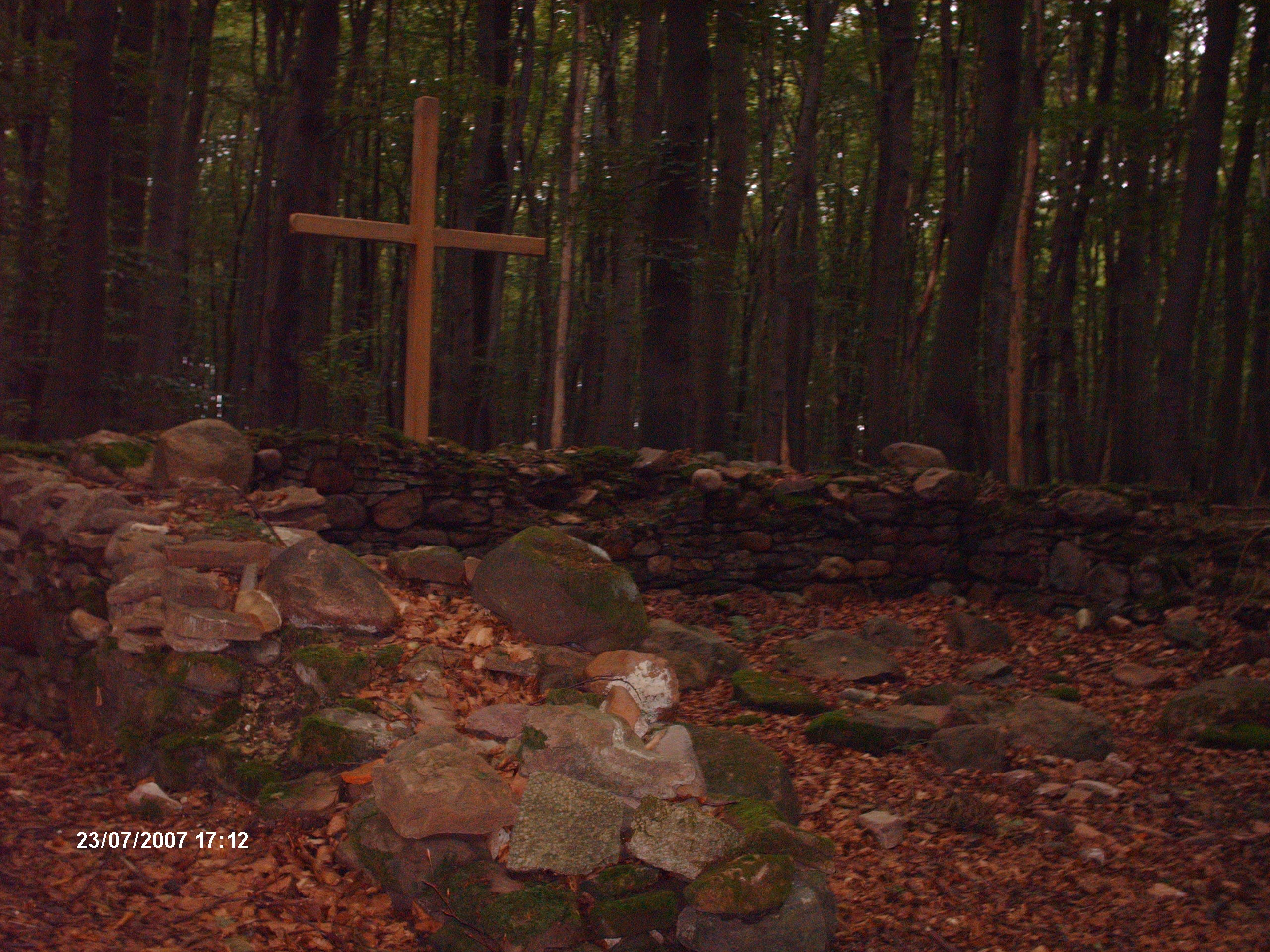
Die Grundmauern der ehemaligen Kirche
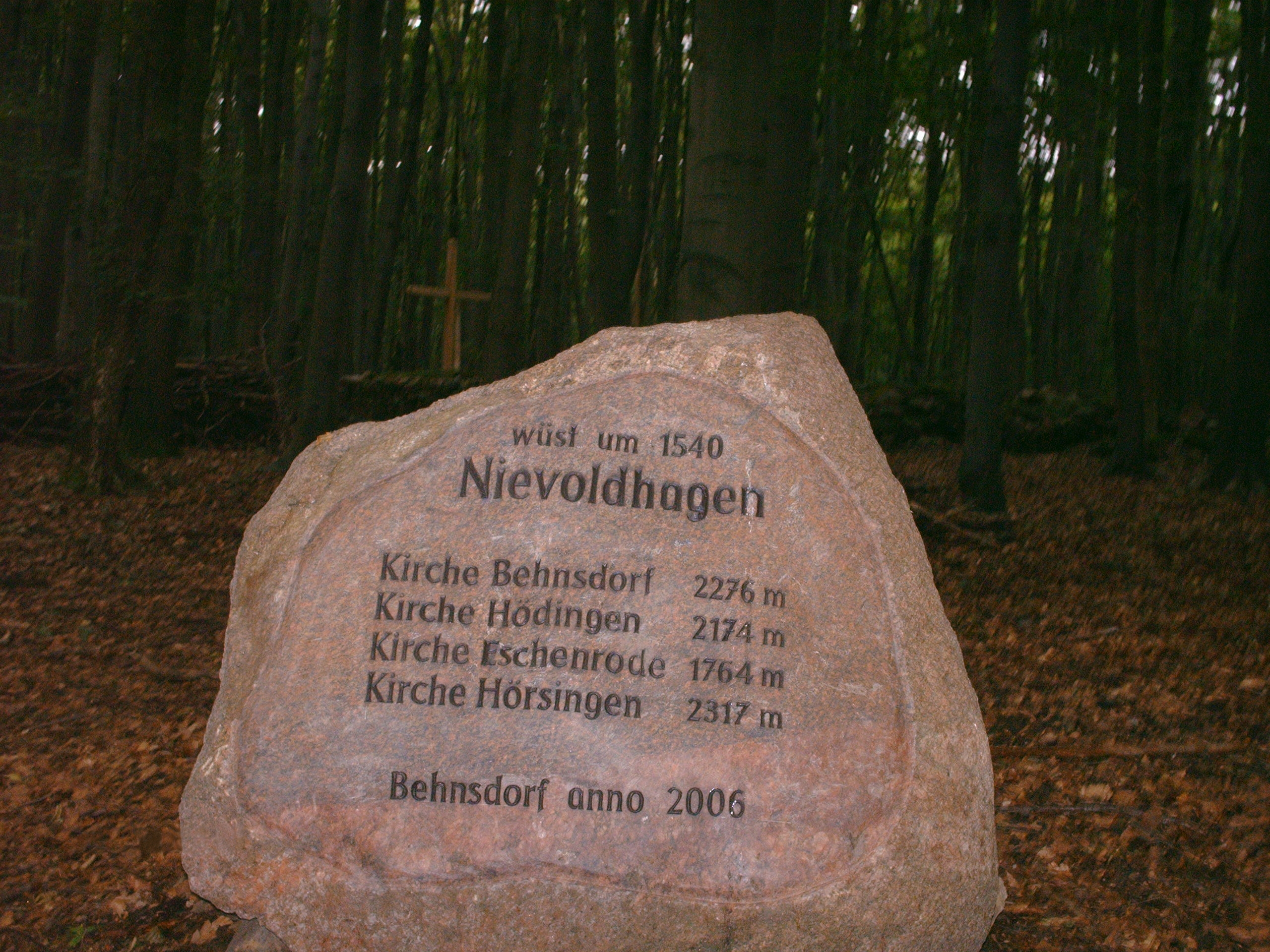
Stein am Wegrand
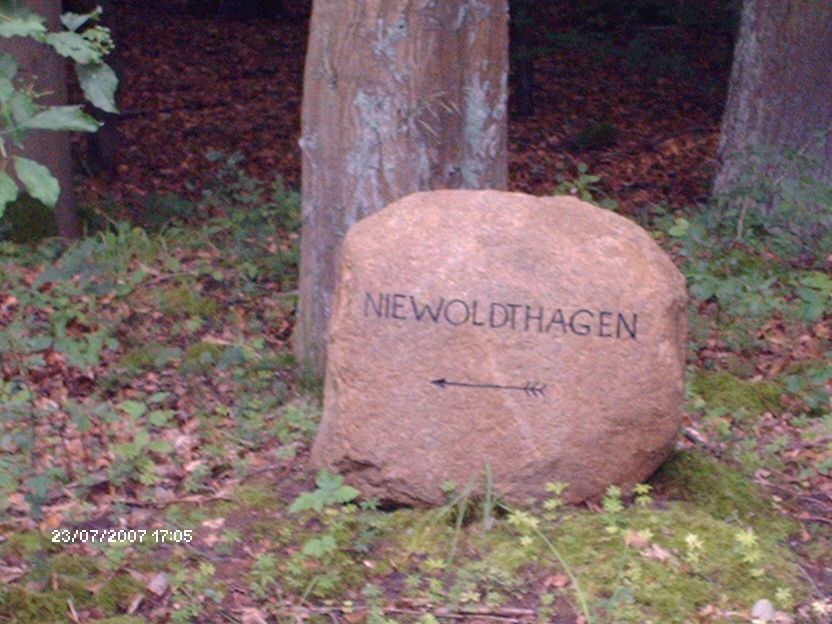
Wegbeschreibung mit anderer Schreibweise
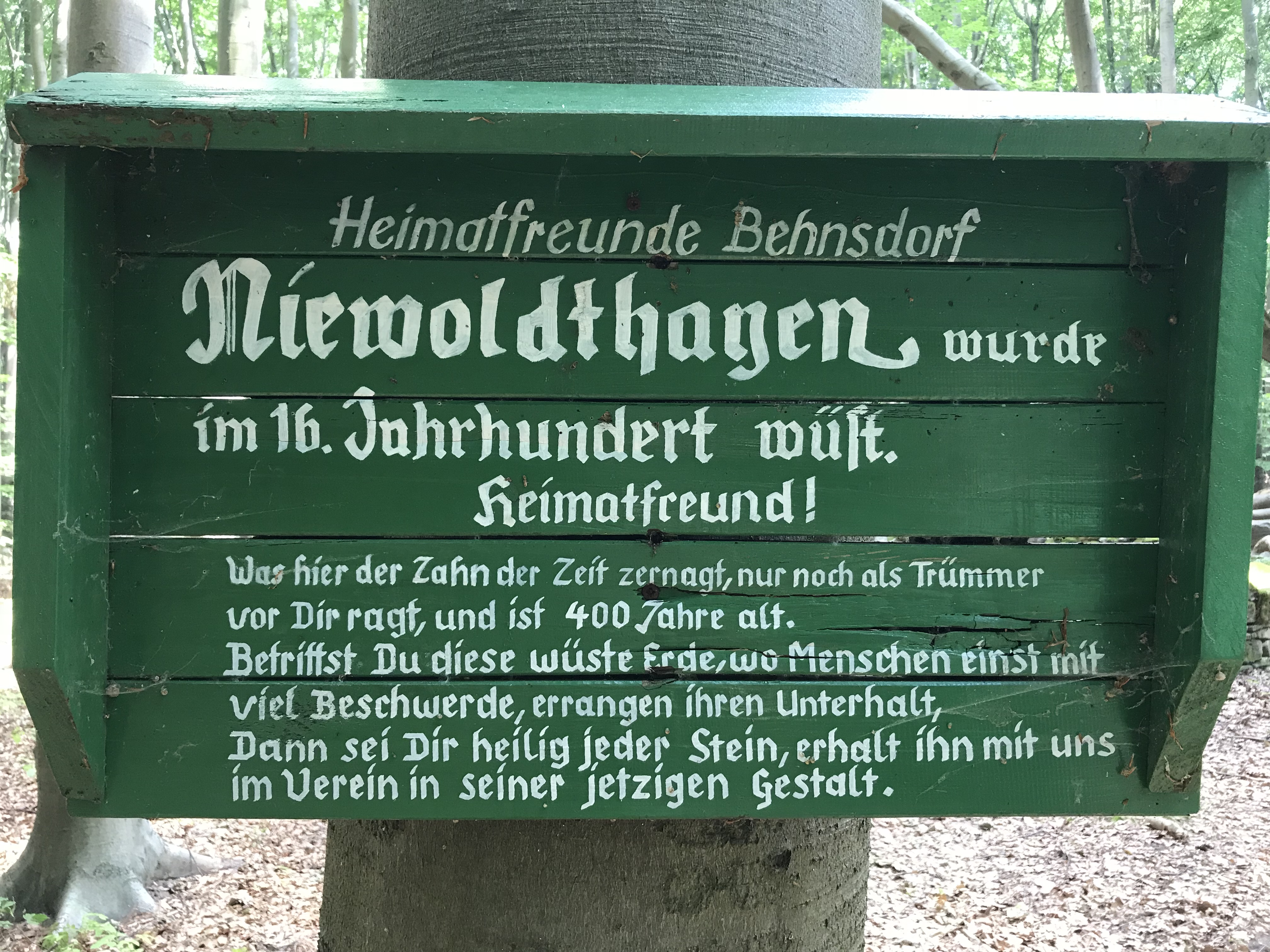
Schild vor der ehemaligen Kirche